# Henk Wouters
Hendrik Jacques Leo (Henk) Wouters (Vught, 23 juli 1927 – Bladel, 6 juli 2010) was een Nederlands politicus en bestuurder namens de KVP.
Wouters werd geboren in een katholiek gezin van twaalf kinderen. Hij volgde het gymnasium in Boxtel en studeerde enkele jaren rechten in Leiden. Hierna ging hij werken als ambtenaar in Geertruidenberg, Leende en Reeuwijk. Na zijn laatste functie als referendaris bij de gemeentesecretarie van Zoetermeer werd hij in 1968 benoemd tot burgemeester van de voormalige gemeente Hoogeloon, Hapert en Casteren. Als burgemeester zette hij zich in voor het behoud van het eigen karakter van de drie kerkdorpen waaruit de gemeente bestond en was actief in het verenigingsleven. Hij was medeoprichter van een aantal organisaties op muziekgebied als de Kempische Muziekschool en de Muziekvereniging Kunst Adelt. Van de laatste vereniging was hij tevens in 1971 voorzitter. Hij ging met pensioen in november 1988 en overleed in verpleeghuis De Floriaan te Bladel. Wouters was getrouwd en kreeg twee kinderen. 

## Trivia
- 26 april 2019 werd het centraal gelegen dorpspark in Hapert omgedoopt naar het Burgemeester Wouterspark. Het park lag ooit aan het door Wouters geopende gemeentehuis van de voormalige gemeente Hoogeloon, Hapert en Casteren.